# Dermacentor albipictus
Dermacentor albipictus är en fästingart som beskrevs av Alpheus Spring Packard 1869. Dermacentor albipictus ingår i släktet Dermacentor och familjen hårda fästingar. Inga underarter finns listade i Catalogue of Life.